# Гипералгезия
Гипералгези́я (лат. hyperalgesia от др.-греч. ὑπερ- — «сверх» и ἄλγος — «боль, страдание») — аномально высокая чувствительность организма к болевым стимулам нервных окончаний. Если боль возникает в зоне первичного повреждения, то такую гипералгезию называют первичной. Вторичная гипералгезия возникает при раздражении соседних и даже отдалённых зон. За развитие гипералгезии отвечают факторы активации тромбоцитов, которые образуются при воспалительной или аллергической реакции. Вероятно это происходит в результате деятельности иммунных клеток, которые взаимодействуют с периферической нервной системой и высвобождающие химические вещества, вызывающие боль (цитокины и хемокины).
Гипералгезия может появиться в результате повреждения ноцицепторов или периферических нервов.